# Istanbulgaria

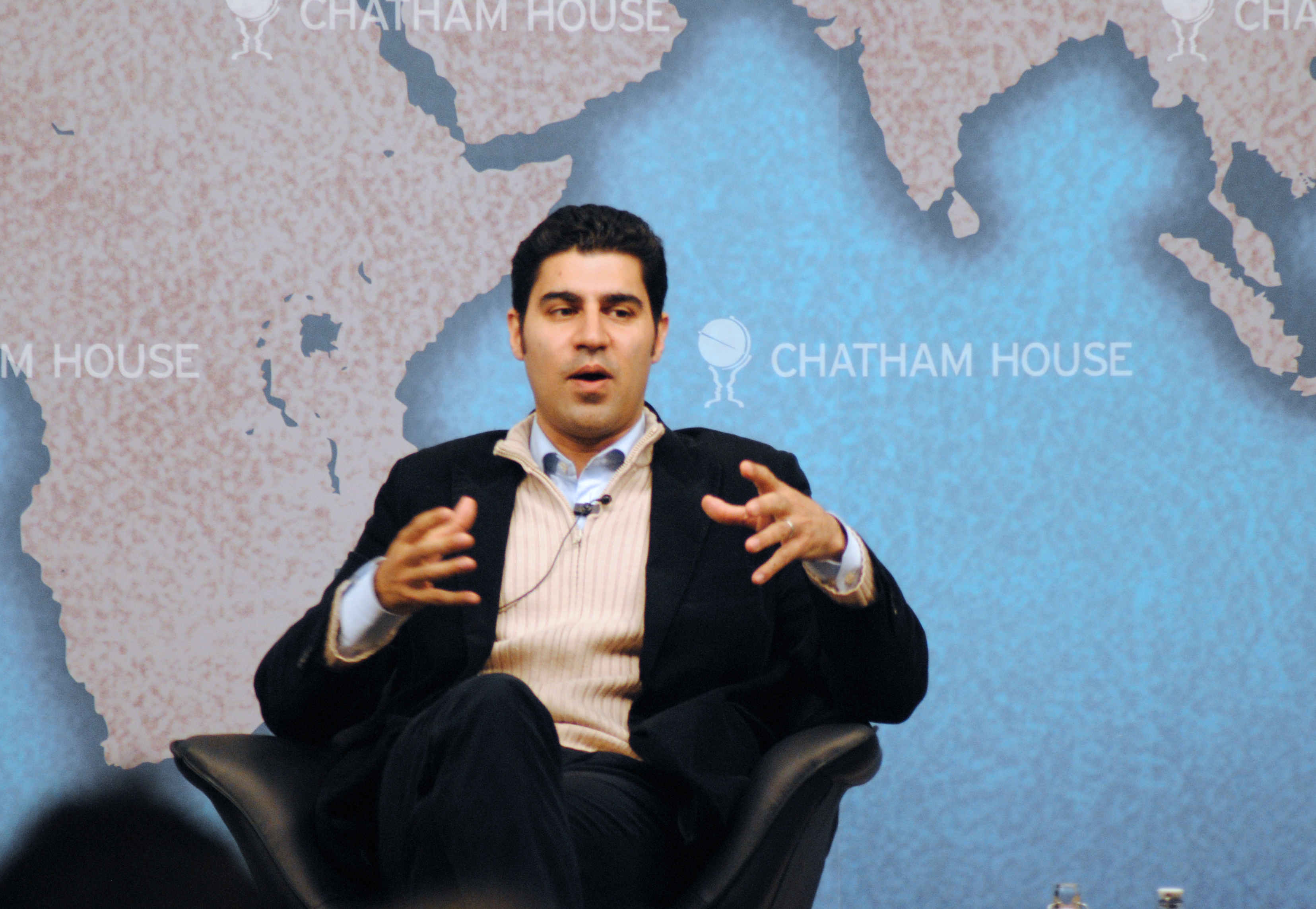
Parag Khanna, aici în 2012.

Istanbulgaria reprezintă un joc de cuvinte⁠(en)[traduceți] care se referă la conceptul unei macroregiuni economice a Peninsulei Balcanice, ce ia în considerare poziția Bulgariei ca și suburbie economică a Istanbulului. Inclusiv sub raport demografic, orașul Istanbul este în mod efectiv socotit ca fiind „capitala arealului balcanic”, iar întreaga Bulgarie este ca o „suburbie” a acestuia.
Cel care a evidențiat transformarea Bulgariei într-o adevărată periferie a metropolei situată la Bosfor a fost politologul americano-indian Parag Khanna⁠(en)[traduceți]. Din punctul său de vedere, Istanbulgaria este hubul comercial care domină regiunea, între Budapesta și Baku.